# Tutenstein
Tutenstein ist eine US-amerikanische Zeichentrickserie, die zwischen 2003 und 2007 produziert wurde.

## Handlung
Nachdem die Mumie des zehnjährigen Königs Tutanchensetamun 3000 Jahre geruht hat, wird sie plötzlich von einem Blitz getroffen und dadurch zum Leben erweckt. Verursacht haben dies die zwölfjährige Cleo und die sprechende Katze Luxor, als sie das archäologische Museum erkundeten. Cleo gibt ihm den Spitznamen Tutenstein (ein Kofferwort aus Tutanchamun und Frankenstein) und versucht ihm nicht sehr erfolgreich zu erklären, dass er nicht mehr ein Herrscher über die antike Welt ist und sich nun in der Gegenwart befindet. Es fällt ihm schwer, sich im 21. Jahrhundert zurechtzufinden und er muss sich mit Angriffen aus der Unterwelt sowie Dämonen und bösen Göttern rumplagen. Cleo und Luxor freunden sich mit Tutenstein an und erleben verschiedene Abenteuer. Des Weiteren helfen ihm auch manchmal so einige antike, ägyptische Götter, wie z. B. der Sonnengott Re oder Hathor, die Göttin der Liebe.

## Charaktere

### Hauptcharaktere
- Tut Anch En Set Amun ("Tutenstein") - (gesprochen von Angela Quast) Die impulsive, aber liebenswerte, mumifizierte Hauptperson der Serie. Sein Spitzname, Tutenstein, ist ein Wortspiel aus Tut und Frankenstein, oft einfach abgekürzt mit 'Tut'. Einst lebte Tut ein faules, aber leider auch sehr kurzes Leben als ägyptischer Pharao. Er starb, weil er damals im Alten Ägypten selbstlos seinen alten Freund Nebka davor rettete, von Steinen eines einstürzenden Tempels erschlagen zu werden. Dabei kam er selbst ums Leben. Daran konnte er sich zunächst nicht erinnern, aber im Film 'Streit der Pharaonen' findet er es durch eine Zeitreise heraus. Es ist eben genau, wie Tut sagte: „Pharao zu sein ist gesundheitsschädlich...“. Tut starb im Alter von 10 Jahren und wurde 3.000 Jahre später versehentlich von Cleo wieder zum Leben erweckt – er ist also 3.010 Jahre alt in der heutigen Zeit. Er ist der Besitzer des 'Zepters des Was' und hat oft ziemlichen Ärger mit einigen ägyptischen Göttern oder antiken Schriftrollen, meist aus Langeweile heraus, oder schlichter Unwissenheit über die moderne Welt. Auch wenn seine Absichten immer gut sind, und er beispielsweise nur Cleo bei einem ihrer "Teenager Probleme" helfen möchte, bringt ihn sein sorgloser Umgang mit Magie regelmäßig in sehr gefährliche Situationen. Aber gerade in misslichen Lagen kommt seine Gewitztheit und sein Mut zum Vorschein und er gibt stets sein Allerbestes, die Dinge wieder in Ordnung zu bringen – und zögert nicht, selbst sein Leben (nach dem Tod) zu riskieren, um seine Freunde zu retten. Ansonsten muss Tut seine Freizeit größtenteils in seinem Sarkophag verbringen, weil er seine Existenz jeden Tag vor den schaulustigen Besuchern des Museums verbergen muss – für ihn äußerst langweilig und beschwerlich. Er hat einen sehr extrovertierten Charakter, ist warmherzig, aber schonungslos ehrlich, was oft als Unhöflichkeit missverstanden wird. Aber nun, Tutenstein hat eben eine sehr 'direkte' Art und Weise, seine Gedankengänge zu äußern, und beim Streit mit Cleo kommt auch seine sarkastische Seite durch. Aber selbst mit seinem frechen Auftreten und dem speziellen, 'königlichen' Humor, hat Tut ein goldenes Herz. Er liebt das Spiel Senet und ist süchtig nach Süßigkeiten, besonders nach Eiscreme oder 'Cremeeis', wie er es nennt.
- Cleo Carter - (gesprochen von Celine Fontanges) Eine 12-jährige Afro-Amerikanerin, die Ägyptologin werden möchte, da ihr Vater, der bei einer seiner Entdeckungsreisen verschwunden ist, ebenfalls einer war. Nachdem sie eines späten Abends ihrem Kater Luxor ins Museum nachlaufen musste, hat sie versehentlich Tut wieder zum Leben erweckt. Sie ist ziemlich rechthaberisch und diskutiert ständig mit Tut, - beklagt sich dabei über seine aufbrausende Art und darüber, dass er kein Blatt vor den Mund nimmt - aber tut dies immer auf eine sehr ruppige und unsensible Art und Weise, was regelmäßig zu handfesten Streitereien zwischen den beiden führt. Auch, wenn ihr üblicherweise nicht gerade der Sinn danach steht, muss sie oft Tut dabei helfen, die Dinge wieder ins Reine zu bringen. Dabei würde sie es natürlich besser finden, würde Tutenstein einfach mal hübsch ruhig in seinem Sarg liegen bleiben. Sie hat stets Angst, jemand würde herausfinden, dass Tut eine lebende Mumie ist, und außerdem, hat sie als Teenager "schließlich Besseres zu tun, als ständig auf einen Mumienknirps aufzupassen", wie sie zu sagen pflegt. Meistens ist es ziemlich offensichtlich, dass sie ihre Zeit nicht unbedingt mit Tut verbringen möchte, würde viel lieber Skateboard fahren gehen oder mit ihren Freunden abhängen, und macht oft klar, dass sie es satt hat, "für Tutenstein den Babysitter spielen zu müssen." Typischerweise versucht sie zwar, Tut davon abzuhalten, etwas Falsches oder Unüberlegtes zu tun, aber wegen ihrer respektlosen Art und unvollständiger Erklärungen ihrerseits schenkt er dem meist keinerlei Beachtung. Sie hat immer ihren Pocket Computer dabei, mit dem sie jederzeit alle Informationen rund ums Alte Ägypten abrufen kann. Cleo sieht aus wie ihre Mutter, aber vermisst ihren Vater sehr. Ihre Lieblingsfarbe ist Pink, auch wenn sie darin nicht unbedingt gut aussieht.
- Luxor - (gesprochen von Lutz Schnell) Luxor ist Cleos Hauskatze und Tutensteins ergebener Diener, und wahrscheinlich nach dem Luxor-Tempel benannt.
- Seth - Der altägyptische Gott der Unterwelt, des Chaos und der Vernichtung und der Bösewicht der Serie, der nur im Sinn hat, Tut mit allen Mitteln das Zepter des Was abspenstig zu machen und ihn zu vernichten, um selbst zu regieren. Ebenso will Seth sich aus seinem Exil in den finsteren Höhlen der Unterwelt befreien.

### Nebencharaktere
- Walter Jacobs - Der schnell verängstigte, nette, aber nicht besonders schlaue Nachtwächter/Sicherheitsbeamte des Museums.
- Professor Horace Behdety - Ein eingebildeter Professor und der kauzige Leiter des Museums. Die ganze Serie hindurch wird immer wieder deutlich, dass er selbstherrlich und sehr stolz auf die ägyptische Sammlung seines Museums ist, und es gibt Hinweise darauf, dass Behdety auch derjenige ist, der Tutensteins Gruft entdeckt hat.
- Dr. Roxanne Vanderwheele - Die Kollegin des Professors - eine kluge, junge Frau und moderne Archäologin durch und durch.
- Rosalie Rivara - Rosalie Rivara ist eine eitle, sensationshungrige Reporterin und Nachrichtensprecherin.
- Natascha - Cleos beste Freundin, hat die schlechte Angewohnheit zu lügen, und sie scheint nicht die Hellste zu sein.
- Kyle - Ein Freund von Cleo, der in Natascha verknallt ist.
- Jake - Ein Freund von Cleo und ihr heimlicher Schwarm.
- Iris Carter - Cleos Mutter und sie arbeitet als Bauingenieurin.
- Cleos Vater - Ein Ägyptologe/Archäologe mit Rang und Namen. In der Serie gibt es einige, kurze Szenen, die zeigen, dass er vermutlich am Leben, aber gefangen an einem unbekannten Ort ist.
- Thomas - Cleos 5-jähriger Cousin.
- Nubkar - Tuts bester Freund aus alten Zeiten, der mit seiner Hilfe aus dem Dasein als ruheloser Geist befreit wird.
- Buzz und Shakey - Zwei halbstarke Rabauken, mit denen Tut kurzzeitig Freundschaft schließen möchte, da er von ihren zweifelhaften Aktionen zeitweise beeindruckt ist.
- Katie - Cleos Kindheits-Feindin, die in die Stadt zurückgekommen ist, und mit ihr um Jakes Aufmerksamkeit buhlt.
- Die altägyptischen Götter - u. a. Hathor, Ra, Horus, Osiris, Maat, Anubis, Thot, Isis, Bastet, Atum und Bes - die mit mächtigen Zauberkräften ausgestatteten Götter des alten Ägypten fundieren meist als Überwacher der Ober - und Unterwelt und haben oft ebenso ein Auge auf Tut. Auch, wenn sie oft erst eingreifen, wenn sie darum gebeten werden.
- Die Dämonen der Unterwelt - Die stumpfsinnigen Lakaien von Seth u. a. die zwei schakalartigen Dämonen Kassit und Sekem, ein größerer mit Namen Emhempti und ein Nilpferd namens Pehemu. Oft spielen sie eine Rolle, wenn sie in Seths Auftrag das Zepter stehlen oder Tut vernichten sollen.

## Produktion und Veröffentlichung
Produziert wurde zwischen 2003 und 2007. Regie führten dabei Rob Laduca, Bob Richardson und Charles M. Grosvenor. Am Drehbuch waren John Behnke und Rob Humphrey beteiligt. Die Produktion übernahmen William T. Baumann und Paul Cumminsund und für die Musik war Guy Michelmore zuständig.
Dabei sind 3 Staffeln mit 39 Episoden entstanden. Die Serie wurde erstmals am 1. November 2003 im Kinderprogramm des Discovery Channel ausgestrahlt. Die Erstausstrahlung in Deutschland fand am 3. Januar 2005 auf KiKA statt. Am 4. Oktober 2009 erschien zudem der siebzigminütige Film Streit der Pharaonen in Deutschland. Das Original startete unter dem Titel Tutenstein: Clash of the Pharaohs bereit am 11. Oktober 2008. Neben dem Kinderkanal wurde die Serie im deutschsprachigen Raum auch auf Das Erste, rbb, NDR, SWR, Jetix, ORF, Disney Channel und auf Premiere Austria ausgestrahlt.

## Episodenliste

### Staffel 1
| Nr. | deutscher Titel          | englischer Titel                | deutsche Erstausstrahlung | englische Erstausstrahlung |
| --- | ------------------------ | ------------------------------- | ------------------------- | -------------------------- |
| 1   | Eine Mumie erwacht       | The Awakening                   | 3. Januar 2005            | 1. November 2003           |
| 2   | Der Fluch des Pharao     | Curse of the Pharaoh            | 4. Januar 2005            | 8. November 2003           |
| 3   | Die übereifrigen Shabtis | Clash of the Shabtis            | 5. Januar 2005            | 15. November 2003          |
| 4   | Benu, der Sonnenvogel    | I Did It My Way                 | 6. Januar 2005            | 22. November 2003          |
| 5   | Tutensteins Pyramide     | The Powerful One                | 7. Januar 2005            | 3. Januar 2004             |
| 6   | Die ewige Nacht          | Boat of Millions of Years       | 10. Januar 2005           | 6. Dezember 2003           |
| 7   | Der König von Memphis    | King of Memphis                 | 11. Januar 2005           | 17. Januar 2004            |
| 8   | Wo die Liebe hinfällt    | There’s Something About Natasha | 12. Januar 2005           | 10. Januar 2003            |
| 9   | Eine tödliche Erkältung  | Near Dead Experience            | 13. Januar 2005           | 21. Februar 2004           |
| 10  | Alles nur Betrug?        | Ghostbusted                     | 14. Januar 2005           | 31. Januar 2004            |
| 11  | Warnhinweise beachten    | Unsafety Zone                   | 17. Januar 2005           | 15. Mai 2004               |
| 12  | Tutensteins Party        | Roommates                       | 18. Januar 2005           | 24. Januar 2004            |
| 13  | Der Krönungstag          | Happy Coronation Day, Tut       | 19. Januar 2005           | 25. September 2004         |

### Staffel 2
| Nr. | deutscher Titel         | englischer Titel       | deutsche Erstausstrahlung | englische Erstausstrahlung |
| --- | ----------------------- | ---------------------- | ------------------------- | -------------------------- |
| 14  | Neue Freunde            | Friends                | 30. Januar 2006           | 27. November 2004          |
| 15  | Ich und eifersüchtig?   | Green Eyed Mummy       | 31. Januar 2006           | 4. Dezember 2004           |
| 16  | Der Schattenfresser     | The Shadow Gobbler     | 1. Februar 2006           | 22. Mai 2004               |
| 17  | Babysitten für Anführer | Tut Jr.                | 2. Februar 2006           | 2. Oktober 2004            |
| 18  | Euer ergebenster Diener | Something Sphinx       | 3. Februar 2006           | 9. Oktober 2004            |
| 19  | Götter haben’s schwer   | Supreme Tut            | 6. Februar 2006           | 16. Oktober 2004           |
| 20  | Das Sed-Fest            | Procras-Tut-Nation     | 7. Februar 2006           | 1. Oktober 2005            |
| 21  | Tutenstein Senior       | Old Man Tut            | 8. Februar 2006           | 2. Oktober 2005            |
| 22  | Das Katzenparadies      | Cleo’s Catastrophe     | 9. Februar 2006           | 11. September 2004         |
| 23  | Der Finanzberater       | Behdety Late Than Ever | 10. Februar 2006          | 22. Oktober 2005           |
| 24  | Cleo und das Zepter     | Queen for a Day        | 13. Februar 2006          | 15. Januar 2005            |
| 25  | Jacobs, das Genie       | Walter the Brain       | 14. Februar 2006          | 19. November 2005          |
| 26  | Süßes oder Saures       | Day of the Undead      | 15. Februar 2006          | 30. Oktober 2004           |

### Staffel 3
| Nr. | deutscher Titel               | englischer Titel                    | deutsche Erstausstrahlung | englische Erstausstrahlung |
| --- | ----------------------------- | ----------------------------------- | ------------------------- | -------------------------- |
| 27  | Alles auf Anfang              | The Comeback Kid                    | 1. August 2011            | 20. März 2006              |
| 28  | Wenn Wahrheit wehtut          | The Truth Hurts                     | 2. August 2011            | 16. September 2006         |
| 29  | Die falschen Zepter           | Was Not Was                         | 3. August 2011            | 23. September 2006         |
| 30  | Der zerstreute Tut            | Rest in Pieces                      | 4. August 2011            | 12. September 2006         |
| 31  | Die Wikinger                  | Tut, the Defender                   | 5. August 2011            | 14. Oktober 2006           |
| 32  | Die Unwiderstehliche          | Irresistible You                    | 8. August 2011            | 13. September 2006         |
| 33  | Tut, der Furchtlose           | Fearless                            | 9. August 2011            | 29. Oktober 2006           |
| 34  | Wahre Freunde                 | Sleepless in Sarcophagus            | 10. August 2011           | 14. September 2006         |
| 35  | Die Schlummerparty            | Spells and Sleepovers               | 11. August 2011           | 28. Oktober 2006           |
| 36  | Falsches Spiel mit dem Pharao | Unpharaoh                           | 12. August 2011           | 25. November 2006          |
| 37  | Der kleine, große Pharao      | Tut’s Little Problem                | 15. August 2011           | 9. Dezember 2006           |
| 38  | Tut, der Misstrauische        | Keep Your Wandering Eye to Yourself | 16. August 2011           | 13. Januar 2007            |
| 39  | Reise in die Vergangenheit    | Into the Past                       | 17. August 2011           | 2. Dezember 2006           |

## Synchronisation
Für die deutsche Synchronisation war die Studio Hamburg Synchron GmbH verantwortlich.
| Rolle      | englischer Sprecher         | deutscher Sprecher |
| ---------- | --------------------------- | ------------------ |
| Tutenstein | Jeannie Elias, Donna Cherry | Angela Quast       |
| Luxor      | David Lodge                 | Lutz Schnell       |
| Cleo       | Crystal Scales              | Celine Fontanges   |